# 佳特洛夫事件
佳特洛夫事件（俄語：Гибель тургруппы Дятлова，又譯迪亞特洛夫事件）指的是1959年2月2日晚在蘇聯境內的北乌拉尔山脉中9名登山者神秘死亡的离奇事件。事件发生在烏拉爾山的东坡霍拉查赫利山（俄語：Холатчахль；在曼西语中的意思为“死亡之山”，海拔1097米）。事件发生的山脉鞍部后来被命名为“佳特洛夫山口”，以纪念登山队领队，伊戈尔·佳特洛夫。
由于缺乏目击者，该事件引起了许多猜测。苏联调查人員仅將死亡原因定調为“强大的未知力量”，在事故发生后的三年内，该地区被彻底封锁，禁止任何滑雪者或探险家进入。由於沒有任何倖存者，因此該事件也缺乏具體的時間表。

## 背景
該滑雪队由伊戈尔·佳特洛夫担任领队，包含8名男性和2名女性。是乌拉尔理工学院（俄語：Уральский политехнический институт, УПИ，现在的乌拉尔国立技术大学）的毕业生。所有人都具有II级登山证书且具有一定的滑雪经验。此次登山结束后，他们会获得III级登山证书，这在当时是苏联颁发的最高难度登山证书。
| 队员                                          | 队员                                       | 队员           | 队员 | 队员 | 队员                                                                                 | 队员        |
| 名称                                          | 原文名                                     | 出生日期       | 年龄 | 性别 | 推测死亡原因                                                                         | 参考        |
| --------------------------------------------- | ------------------------------------------ | -------------- | ---- | ---- | ------------------------------------------------------------------------------------ | ----------- |
| 伊戈尔·阿列克谢耶维奇·佳特洛夫                | Igor Alekseyevich Dyatlov                  | 1936年1月13日  | 23岁 | 男   | 失溫症                                                                               | [ 4 ]       |
| 尤里·尼古拉耶维奇·多罗申科                    | Yuri Nikolayevich Doroshenko               | 1938年1月29日  | 21岁 | 男   | 失温症                                                                               | [ 4 ]       |
| 柳德米拉·亚历山德罗芙娜·杜比尼娜              | Lyudmila Alexandrovna Dubinina             | 1938年5月12日  | 20   | 女   | 严重胸外伤引起的内出血                                                               | [ 5 ] [ 4 ] |
| 格奥尔基·（尤里）·阿列克谢耶维奇·克里沃尼申科 | Georgiy (Yuri) Alexeyevich Krivonishenko   | 1935年2月7日   | 23   | 男   | 失温症                                                                               | [ 4 ]       |
| 亚历山大·谢尔盖耶维奇·科列瓦托夫              | Alexander Sergeyevich Kolevatov            | 1934年11月16日 | 24   | 男   | 失温症                                                                               | [ 4 ]       |
| 季娜伊达·阿列克谢耶芙娜·科尔莫戈罗夫娃        | Zinaida Alekseevna Kolmogorova             | 1937年1月12日  | 22   | 女   | 失温症                                                                               | [ 4 ]       |
| 鲁斯捷姆·弗拉基米罗维奇·斯洛博金              | Rustem Vladimirovich Slobodin              | 1936年1月11日  | 23   | 男   | 失温症                                                                               | [ 4 ]       |
| 尼古拉·弗拉基米罗维奇·蒂博-布里尼奥勒         | Nicolai Vladimirovich Thibeaux-Brignolles  | 1935年7月5日   | 23   | 男   | 致命颅骨损伤                                                                         | [ a ]       |
| 谢苗恩·（亚历山大）·阿列克谢耶维奇·佐洛塔廖夫 | Semyon (Alexander) Alekseyevich Zolotaryov | 1921年2月2日   | 38   | 男   | 严重胸外伤                                                                           |             |
| 尤里·叶菲莫维奇·尤金                          | Yuri Yefimovich Yudin                      | 1937年7月19日  | 21   | 男   | 1959年1月28日因病离队，于2013年4月27日去世；因病提前离队成为10人滑雪队中唯一存活者。 | [ 6 ]       |

这次考察的目的地是霍拉查赫利山，一座位于事件发生地以北10公里的山峰。在事件发生时，这条线路被划分为III级登山难度，是当时的最高难度。所有的队员都有丰富的滑雪和山峰考察经验。
滑雪队于1月25日乘火车到达伊夫傑利。接著他們乘坐卡车到达维扎伊——此次登山路线最北端的居住点。他们于1月27日开始了前往目的地的徒步旅程。1月28日，成员尤里·尤金因风湿与先天性心脏病导致的膝盖与关节痛不得不离队返回，因此滑雪队人數降為9人。
在最后的宿营地发现的日记和相机使得人们可以追溯在事件发生前滑雪队的经历。在1月31日，滑雪队到达高地的外部边缘并准备开始爬山。在一处林地峡谷他们储备了回程所需要的食物和装备。翌日（2月1日），滑雪队开始尝试通过山口。他们可能计划在翻过山口后在山坡另一面扎营来度过冬夜。但是因为恶劣的天气，再加上持续不断的暴雪以及持续下降的能见度，滑雪队很快便迷失了方向并朝西方偏离，最终向山的顶部前进。当他们发现错误时，滑雪队并没有决定下山去寻找一个更好的藏身处，滑雪队决定就地在山坡上安营扎寨，而不是走1.5公里下山去一片森林扎营。尤里·尤金，滑雪队唯一的幸存者猜测：“这也许是因为佳特洛夫并不想失去已经到达的海拔高度，因此他决定在山坡上扎寨。”

## 搜寻
在考察之前，佳特洛夫曾向体育俱乐部说一旦他们返回维扎伊，便會立即向俱乐部发电报，这不会晚于2月12日。但是佳特洛夫告诉中途离队的尤金他们可能会更晚一点回来。因此到了2月12日后没有收到电报，由於當時的探險隊遲到幾天是常有的事，因此沒有任何人察觉到异狀。直到2月20日，在滑雪者亲友的要求下，第一支由学生和老师组成的搜救队才出发。後來，军队和内务部部队加入搜救行動，并出動了飞机和直升机。
2月26日，搜救隊員在霍拉查赫利山发现了已被遗弃并严重损坏的营地。米哈伊尔·沙拉温（Михаил Шаравин / Mikhail Sharavin），发现营地的学生说：“营地的一半已经倒塌并被雪覆盖，里面没有任何人，不过滑雪队所有的物品和鞋子都留在了里面。”调查者说帐篷从里面被割开，外面的雪地留下了一串由九双脚组成的脚印，一些人穿着袜子，另一些人光着脚，还有一个人只穿着一只鞋。脚印后来延伸到森林的边缘（在鞍部的另一侧，大约位于东北方1.5公里处），但是在500米之外他们的脚印便消失了。在森林边缘的一棵红松下，搜寻者发现了一堆篝火的余灰以及2名遇难者的遗体，分別是尤里·克里沃尼申科和尤里·多罗申科；兩人皆赤腳且僅穿内衣。从地面到树上5米高处的树枝都折断了，暗示滑雪者们可能曾爬到树上寻找某種東西，或是尋求避難處。在红松和营地之间，搜寻者又找到了另外三具尸体，分別是佳特洛夫、季娜·科尔莫戈罗夫娃和鲁斯捷姆·斯洛博金。三人死亡时的姿势表明他们可能正尝试返回营地。他们分别于距红松300米，480米，630米处被发现。
搜索剩余4名滑雪者的工作持续了近2个月。他们在5月4日被发现，被埋在4米深的雪下，位于距离红松75米的一个山沟裡。这4个人的穿著比其他人完整，并且有迹象表明倖存者会将較早身亡者的衣物取來保暖。佐洛塔廖夫穿着杜比尼娜的毛皮大衣和帽子，杜比尼娜的脚用克里沃尼申科羊毛裤子的碎布包裹着。

## 调查

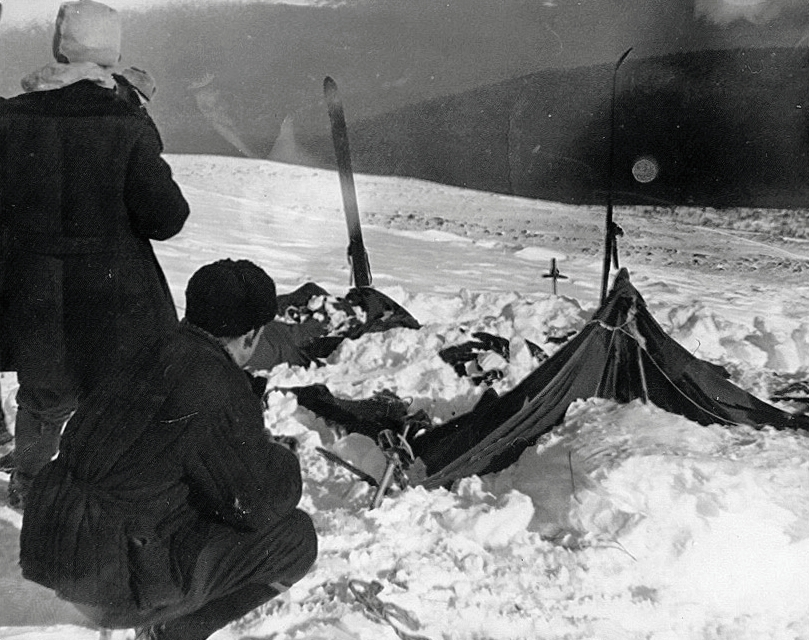
1959年2月26日搜寻者们发现的帐篷。帐篷被从内部割开，并且大部分滑雪者赤脚或者只穿袜子逃离了营地。

相关调查在找到头五具尸体之后便开始了。医学调查并没有发现导致滑雪者死亡的外伤，因此便将死因归咎为失温症。斯洛博金的头骨被发现有一小块碎裂，但是不足以导致死亡。 
不过在五月发现的四具尸体则与此不同，蒂博-布里尼奥勒的头骨遭受到了严重伤害，杜比尼娜和佐洛塔廖夫的胸骨则遭受了严重骨折。法医则表示，造成如此严重的伤害需要非常强大的外力，甚至不小于遭遇车祸所受到的冲击力。但值得注意的是，死者身体内部受到嚴重内伤，就像由高压造成的残疾一样. 杜比尼娜的舌头则离奇消失。最初人们猜测他们可能被当地的曼西人土著所杀害，因为他们进入了土著人的领地，但是调查发现他们死亡时的状态并不符合这一假设，因为调查者只发现了滑雪者们的脚印，而且并没有打斗的痕迹。
尽管事件发生时气温非常低，只有零下25度到30度，并且还有暴风雪，可是滑雪者们只穿了部分衣服。有些人只穿了一只鞋，其他的人则赤脚或只穿了袜子。同時发现一些人从已经死亡的滑雪者身上撕下布块。然而，大约百分之25的失温症死者会有被称为“反常脱衣现象”（Paradoxical undressing）的症状。这通常发生在中度到重度的失温症，人会失去辨识力，变得困惑并且好斗。这也许就是他们脱掉衣服的原因，並最終因身體急遽失溫而死亡。

### 理论
关于这个事件的原因有许多的理论，从超常现象到秘密武器测试。雪崩也是这个事件的一种可能的解释。关于这个理论的一个假设就是雪崩时移动的雪推倒了帐篷，并且摧毁了这个宿营地，之后滑雪者们便割开了帐篷并且逃离了这里。而雪则可能沾到他们的身上并且损坏了他们的靴子和衣物，而在零下的环境里身上潮湿的雪则对滑雪者们造成了极大的伤害，可能在15分钟内便因失温症造成的衰竭而死。蒂博-布里尼奥勒、杜比尼娜、佐洛塔廖夫和科列瓦托夫则从营地移动的较远以便寻求帮助，但他们最终仍然掉进了找到他们尸体的那个山谷；這或許可以解釋為何這些死者身上都有嚴重骨折。 
能够支撑这个理论的因素包括，这个地区的雪崩并不少见，尽管有人声称并不陡峭，不能导致雪崩。板状雪崩（slab avalanches）通常发生在有新降下的雪并且雪被扰动了的情况下。事故发生當晚，雪正在下，而且营地坐落在一个斜坡之上，并且滑雪者们扰动了雪被。帐篷的一半坍塌了，并且被雪覆盖，種種因素加總之下造就了一场小雪崩把帐篷弄塌的理论。
对于这个理论的疑点就是，调查者能看到从营地出来的脚印，并且没有发现明显的雪崩痕迹。然而，如果在营地被发现前的25天內没有任何降雨，且雪崩是在大部分雪已经降下之后才发生，那么脚印確實有可能被保存下來。
记者从公开的调查报告中发现了以下的观点：
- 滑雪队中的六人死于失温症，其他三人则死于严重伤害。
- 没有证据表明事故发生时除了九名遇难者外该地区有其他人存在。
- 帐篷从内部被割开。
- 遇难者在最后一餐的6到8小时后死亡。
- 从宿营地发现的踪迹表明所有的队员都是主动离开了帐篷。
- 为了打消对于是曼西人土著杀死队员的猜测，调查者表示如此严重的伤害不可能是由另一个人造成的，因为“打击的力量十分强大，而且并没有软组织受损”。[2]
- 辐射测试表明几个遇难者的衣物有很高的辐射性。[2]
- 公开的调查报告没有包含遇难者身体内部器官的情况。

最终的结论是所有的遇难者死于“强大的未知力量”。调查于1959年5月终止，没有任何人对此事件承担责任。调查报告被列入机密文件。调查报告的影印版最后于90年代公布，然而调查报告的部分页面则不翼而飞。

### 关于调查的争论
一些研究者声称有些事实被忽略，或者是被官方故意无视：
- 22岁的尤里·昆采维奇（Юрий Кунцевич / Yuri Kuntsevich），后来成为佳特洛夫基金会（Фонда памяти группы Дятлова）的领导，参加了滑雪者的葬礼，并表示看到他们的皮肤是深黄褐色的。[2]
- 一些滑雪者的衣物（2条裤子和一件毛衣）被发现有极高的放射性。[2]
- 另一队滑雪者（位于事故发生地以南50公里处）声称在事故发生的当晚看到在天空的北方有橘黄色的球体，（很可能是霍拉查赫利山的方向）[2]相似的“球体”在1959年2月到3月之间也被伊夫傑利周围的人所看到（包含气象和军事人员）。[2]这后来被证实是发射R-7弹道导弹所留下来的痕迹[14]
- 一些报告表示在事故发生的区域发现了大量的金属碎屑，暗示蘇聯军方可能在该地区进行秘密活动。[2]
- 佳特洛夫最后的营地位于从拜科努尔航天发射场（在此发射场进行了部分R-7弹道导弹的测试）到新地岛（苏联主要的核武器试验场）的路径上。

## 事件之后
1967年，斯维尔德洛夫斯克州作家兼记者尤里·亚罗沃伊出版了他的小说《至高难题》（Высшей категории трудности），这部小说便受到了这件事的启发。亚罗沃伊参与了搜寻滑雪者们的工作和勘验，包括作为搜索行动的摄影师，并且参与了最初阶段的调查，因此他能够更深入的洞察此事。这部作品在苏联时期完成。然而在那时这个事件的详细资料还是机密文件，因此这部小说中只出现官方已经发布或者众所周知的事实。小说对事件持浪漫主义色彩，并且结局也比真实事件更加乐观-只有领队死亡。亚罗沃伊的同事说他有这部小说的另一个版本，但是因为审查的原因无法出版。自从亚罗沃伊于1980年去世后，他所有的资料，包括照片、日记、手稿，全部丢失。
古欣·阿纳托利（Гущин Анатолий / Anatoly Gushchin）在他的书《国家机密的代价——九条人命》（Цена гостайны – девять жизней）中总结了他的研究，一些研究者批评了他的书，因为他在书中集中于研究诸如「苏联秘密武器试验
」之类的理论，不过书的出版也引起了大众的讨论，许多人都被其中的「超自然事件」理论所吸引。确实，许多保持沉默超过30年的人开始透露出此事件的一些新的信息。其中的一位便是一个叫列夫·尼基季奇·伊万诺夫（Лев Никитич Иванов / Lev Nikitich Ivanov）的前警察，他在1959年领导了对事件的调查。在1990年，他发布了一篇文章，在文章中他承认对于此事件没有任何合理的解释，他还提到在调查组看到“飞行的球体”之后他收到地方政府高层的命令要求他停止调查，并将所有材料列为机密。伊万诺夫个人相信这是一场超自然事件，特别是指UFO。
2000年，一个当地电视公司在叶卡捷琳堡作家安娜·马特维耶娃的帮助下制作了纪录片《佳特洛夫事件之谜》。马特维耶娃也出版过一本和纪录片同名的书。书中的很大一部分包含从官方文件中引用的内容，死者的日记，和搜寻者的访谈以及其他马特维耶娃搜集的纪录片。在书中纪录了作者为试图解决这个事件而做的努力以及作者对此事件的想法。
尽管包含虚构叙述，马特维耶娃的书仍是关于此事件最大的资料来源。另外，调查文件和其他的文档（包含影印版和抄本）则逐步在一个网上论坛发布，以供调查者研究。
佳特洛夫基金会在乌拉尔理工学院的帮助下成立于叶卡捷琳堡，由尤里·昆采维奇所领导，基金会的目标是敦促俄罗斯官方重新调查此事件。并且基金会还运营着“佳特洛夫博物馆”，以延续对遇难滑雪者的纪念。
2020年7月11日，負責重新處理此案的檢察官、烏拉聯邦管區檢察長辦公室副主任安德烈·庫里亞科夫（Andrey Kuryakov），在歷經9次重新實地勘查後，庫里亞科夫證實此登山團死於雪崩，不過，他強調，造成死亡的原因不僅僅是雪崩。發生雪崩時，登山隊員們離開了帳篷到石脊下躲避，這是正確的做法。然而當他們想返回帳篷時，已經難以找回原路。當時能見度是16公尺，但登山隊員離帳篷已經有50公尺遠。隨後登山隊員們往山下走，並生了火，火堆燃燒約一個半小時。他們之中，有人試圖折返尋找帳篷，但當時溫度為零下40至45度，隊員們最後凍死於風雪中。

## 电影或其他材料
- Перевал（The Pass）by russian metal-band ИЕРИХОN: ИерихоN - Перевал（Single 2013, feat. Denis Schvartz） （页面存档备份，存于）
- The Mystery of Dyatlov Pass Тайна перевала Дятлова: 2000, TAU (Ural Television Agency)（ТАУ – Телевизионное Агентство Урала, 2000г.）
- The September 28, 2011 episode of Ancient Aliens（Season 3, Episode 10: "Aliens and Evil Places"）from the History Channel deals with the incident.
- The Dyatlov Pass Incident（aka Devil's Pass）, a film directed by Renny Harlin, was released on February 28, 2013[19]
- The incident was also covered in the August 25, 2012 episode of Dark Matters: Twisted But True in the segment entitled "Cold War, Cold Case"[來源請求]
- The incident figures prominently in the 2012 novel City of Exiles by Alec Nevala-Lee.[20]
- The incident was featured on a Russian talk show "Let Them Talk" during a two hour special in April 2013
- The Greek author Panayiotis Panagopoulos has transported the incident to the slopes of Mt. Olympus for his 2011 novel, To Perasma tou Ignatiou (The Ignatius Pass).[21]

## 延伸阅读
- McCloskey, Keith Mountain of the Dead: The Dyatlov Pass Incident（The History Press Ltd, 1 July 2013, ISBN 978-0752491486）